# ニコライ・ノズドリェフ
ニコライ・スタニスラヴォヴィチ・ノズドリェフ（ロシア語: Николай Станиславович Ноздрев、1971年9月10日 - ）は、ロシア連邦の外交官。2024年より駐日ロシア大使。父称を省略してニコライ・ノズドリェフ、あるいはニコライ・ノズドレフとも。

## 人物
1971年9月10日に誕生。
1992年から1993年にかけて、東京の国際基督教大学（ICU）で修学。
1994年、ロシア連邦外務省付属モスクワ国際関係大学（МГИМО）卒。

## 経歴
1994年、外務省に入省。
2000年代に、在日ロシア連邦大使館で一等書記官を務めた。
2011年から2014年にかけて在オーストラリアロシア大使館で公使、2015年から2018年にかけてモスクワの本省第3アジア局で次長（副局長）、2018年から2024年にかけて同局局長を歴任。
第3アジア局次長在任中には、「北方四島周辺水域における日本漁船の操業に関する協定」に基いてモスクワで毎年開催される日露政府間協議に、ロシア側代表として2015年11月、2016年10月、2017年11月の計3回の協議に出席している。
2024年1月19日、同日付けのロシア連邦大統領令第50号により駐日ロシア連邦特命全権大使に任命された。同年3月3日、次期駐日大使として東京に着任。同年3月14日、日本国外務省を訪問して岡野正敬外務次官および島田丈裕大臣官房儀典長と会談し、信任状の真正な写しを提出した。

## 外交等級
- 一等特命全権公使（2018年）[1][2]

## 勲章
- 祖国貢献勲章（ロシア語版、英語版）2級（2020年）[1]